# أريجا باريكيس
أريجا باريكيس (بالإنجليزية: Arija Bareikis)‏ هي ممثلة أمريكية، ولدت في 21 يوليو 1966 ببلومنغتون في الولايات المتحدة.

## أعمال

### أفلام
- (2007) قبل أن يعرف الشيطان أنك ميت[6]
- (2013) التطهير

## وصلات خارجية
- أريجا باريكيس على موقع IMDb (الإنجليزية)
- أريجا باريكيس على موقع أول موفي (الإنجليزية)
- أريجا باريكيس على موقع قاعدة بيانات برودواي على الإنترنت (الإنجليزية)
- أريجا باريكيس على موقع إن إن دي بي (الإنجليزية)
- أريجا باريكيس على موقع قاعدة بيانات الفيلم (الإنجليزية)